# ملعب شيزوكا

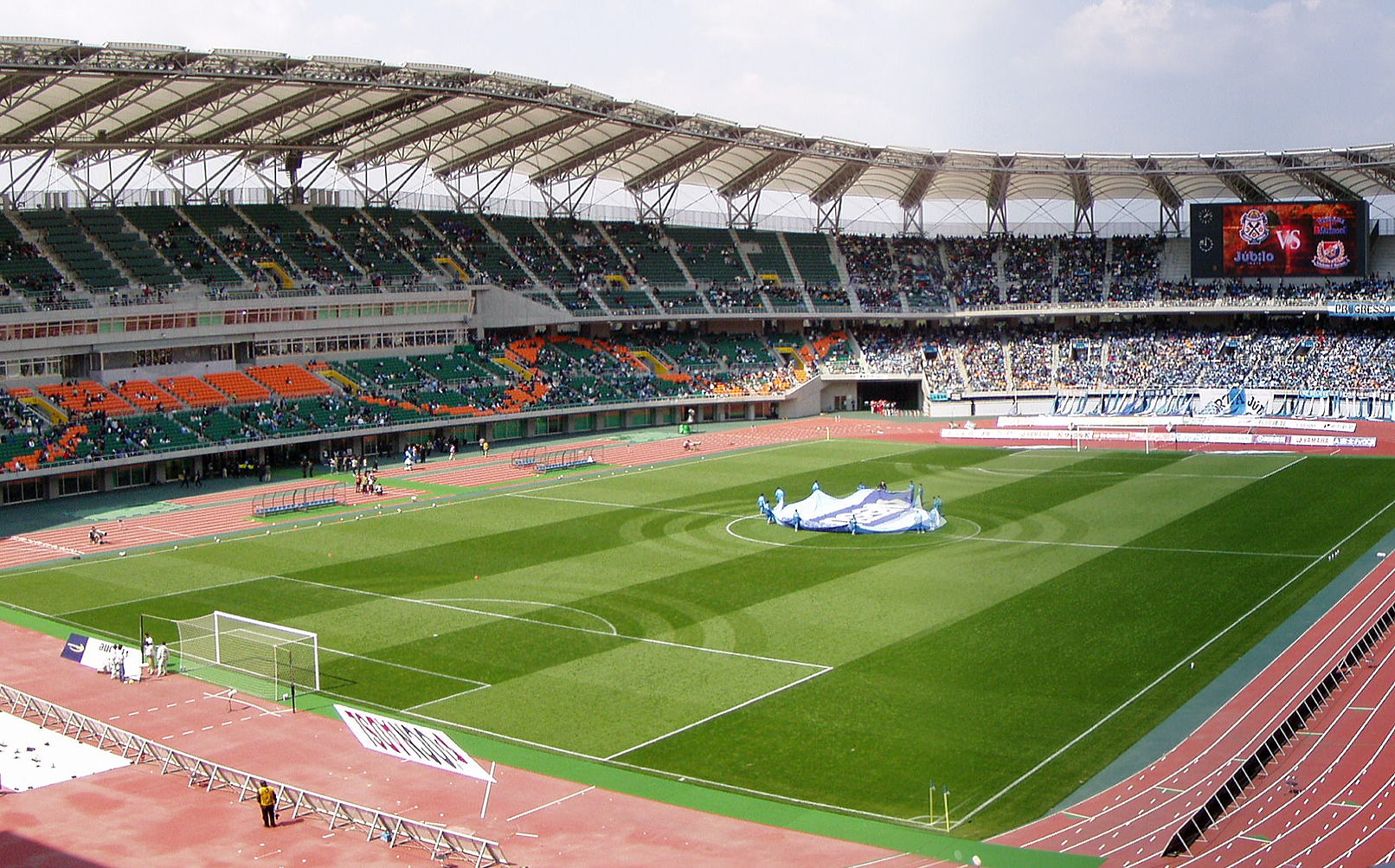
نظرة من داخل الملعب

ملعب شيزوكا "إكوبا" (باليابانية: 静岡スタジアム・エコパ) هو ملعب رياضي يستخدم أساساً لكرة القدم. يقع الملعب في فوكوروي، محافظة شيزوكا، اليابان. يسع الملعب لجلوس 50,889 شخص. أفتتح ملعب شيزوكا عام 2001 وقد لعبت عليه بعض مباريات من كأس العالم لكرة القدم في السنة التالية، بما في ذلك بلجيكا ضد روسيا في دور المجموعات (التي فازت بها بلجيكا 3−2) ومباراة ربع النهائي بين البرازيل وإنجلترا (والتي فازت بها البرازيل 2−1).
يعتبر الملعب الرئيسي بناديي جوبيلو إيواتا وشيميزو إس بولس.

## وصلات خارجية
- الموقع الرسمي (باليابانية)